# Smartphone ID
 (décembre 2024).
Smartphone ID est une entreprise technologique française fondée en 2017 par Émile Menetrey. L'entreprise développe des solutions qui permettent aux utilisateurs de produire des photos d'identité numériques conformes aux normes administratives et qui utilise des technologies avancées d'intelligence artificielle. 
Ces services visent à faciliter l'accès aux photos d'identité pour les personnes à mobilité réduite et les résidents des zones rurales,.

## Historique et contexte
Smartphone ID a été initiée par Émile Menetrey, qui a constaté les difficultés rencontrées par les personnes à mobilité réduite pour obtenir des photos d'identité conformes, un problème accentué par la dématérialisation des procédures administratives en France, notamment pour l'inscription au permis de conduire en 2017. 
Pour répondre à ce besoin, Menetrey a collaboré avec Hugues Talbot, un spécialiste en biométrie, pour intégrer des technologies pertinentes à l'application.

## Produits et services
L'application Smartphone ID permet de créer des photos conformes aux normes des documents officiels de tous les pays. Disponible en douze langues, elle offre des fonctionnalités telles que la génération de codes numériques e-photo pour les démarches administratives et la possibilité d'imprimer les photos à partir d'une clé USB ou directement du smartphone. 
Cette accessibilité est conçue pour aider les utilisateurs dans diverses situations, y compris pour les expatriés et ceux qui vivent loin des services de photographie traditionnels.

## Technologie et innovation
Smartphone ID s'appuie sur l'intelligence artificielle pour ajuster automatiquement les photos afin de rencontrer les exigences spécifiques des documents d'identité. 
L'application atteint un taux de réussite de 92% en recadrage et détection d'anomalies, avec un taux de refus de 0,0001%, ce qui est inférieur aux autres méthodes traditionnelles comme les photographes et les photomatons.

## Défis réglementaires
La société a initialement fait face à des défis réglementaires significatifs avec l'Agence nationale des titres sécurisés (ANTS), qui avait retiré temporairement l'autorisation d'utiliser son système de coffre-fort numérique pour le stockage des photos. 
Après des négociations et des ajustements technologiques, Smartphone ID a pu restaurer cette autorisation et continuer à offrir ses services conformément aux exigences de sécurité françaises.

## Expansion et croissance
Smartphone ID est utilisée dans 191 pays et connaît une croissance rapide, avec plusieurs milliers de téléchargements par jour. 
L'entreprise prévoit de lancer en 2024 une nouvelle plateforme en ligne qui permettra de réaliser des photos d'identité sans nécessité de télécharger une application, ce qui simplifiera davantage l'accès à ses services.

## Impact social
L'application est particulièrement bénéfique pour les expatriés, les résidents en zones rurales et les personnes en difficulté de mobilité, car elle leur permet d'obtenir facilement des photos d'identité conformes. 
De même, les familles avec de jeunes enfants et les personnes en situation de handicap n’ont plus besoin de se déplacer. Les photos sont vérifiées par l'application avant d'être envoyées à l'utilisateur, ce qui garantit leur acceptation par les administrations concernées.

## Brevets et propriété intellectuelle
Smartphone ID détient des brevets essentiels pour son procédé technologique, notamment un système innovant pour déterminer si une image du visage d'une personne est apte à former une photographie d'identité, nécessaire pour garantir la conformité des photos avec les normes internationales. 
Le brevet principal a été déposé le 4 août 2021, publié sous le numéro FR3126051 le 10 février 2023. Ce brevet représente une étape clé dans la validation de l'approche technologique de Smartphone ID et de sa capacité à répondre aux exigences des documents d'identité officiels.

## Planification financière
L'entreprise est en cours de réalisation d'une levée de fonds de 2 millions d'euros pour soutenir son expansion et le développement de nouvelles technologies.